# بیل ریچاردسون
ویلیام بیل ریچاردسون اول (به انگلیسی: William Blaine "Bill" Richardson I) (۱۵ نوامبر ۱۹۴۷ – ۱ سپتامبر ۲۰۲۳) سیاست‌مدار آمریکایی اسپانیولی‌تبار بود. وی از سال ۲۰۰۳ تا ۲۰۱۱ سی‌امین فرماندار ایالت نیومکزیکو بود.
وی در دولت دوم بیل کلینتون ابتدا دوره‌ای نماینده آمریکا در سازمان ملل متحد عهده‌دار بود و سپس وزیر انرژی آمریکا گردید. وی پیش‌تر نماینده مردم نیومکزیکو در کنگره آمریکا نیز بود.
او کاندیدای انتخابات ریاست جمهوری ۲۰۰۸ آمریکا از حزب دمکرات بود. در دسامبر ۲۰۰۸، ریچاردسون در اولین دولت اوباما نامزد وزیر بازرگانی شد، اما یک ماه بعد به دلیل حاشیه‌های سیاسی و تحقیقاتی که از وی صورت گرفت و بعد کنار گذاشته شد از این پست کناره‌گیری نمود، اما همین حاشیه‌ها به محبوبیت وی لطمه زد و تأثیر او را در دومین و آخرین دوره ریاست وی به عنوان فرماندار نیومکزیکو کاهش داد.
ریچاردسون علاوه بر این در مورد مسائل دیپلماتیک مربوط به کره‌شمالی مشاوره می‌داد و در موارد متعددی از این کشور دیدن کرد، از جمله تلاش برای آزادی بازداشت شدگان آمریکایی یا آزادی دنی فنستر، روزنامه‌نگار آمریکایی از زندان میانمار در نوامبر ۲۰۲۱.
بیل ریچاردسون دارای دکترا از دانشگاه تافتس بود.
وی در تاریخ ۲۱ مارس ۲۰۰۹ میلادی، قانون لغو مجازات اعدام در ایالت نیومکزیکو را قانونی کرد.

## مرگ
ریچاردسون در ۱ سپتامبر ۲۰۲۳ در خانه تابستانی خود در چتم، ماساچوست در سن ۷۵ سالگی درگذشت.